# Adler 2,5 Liter

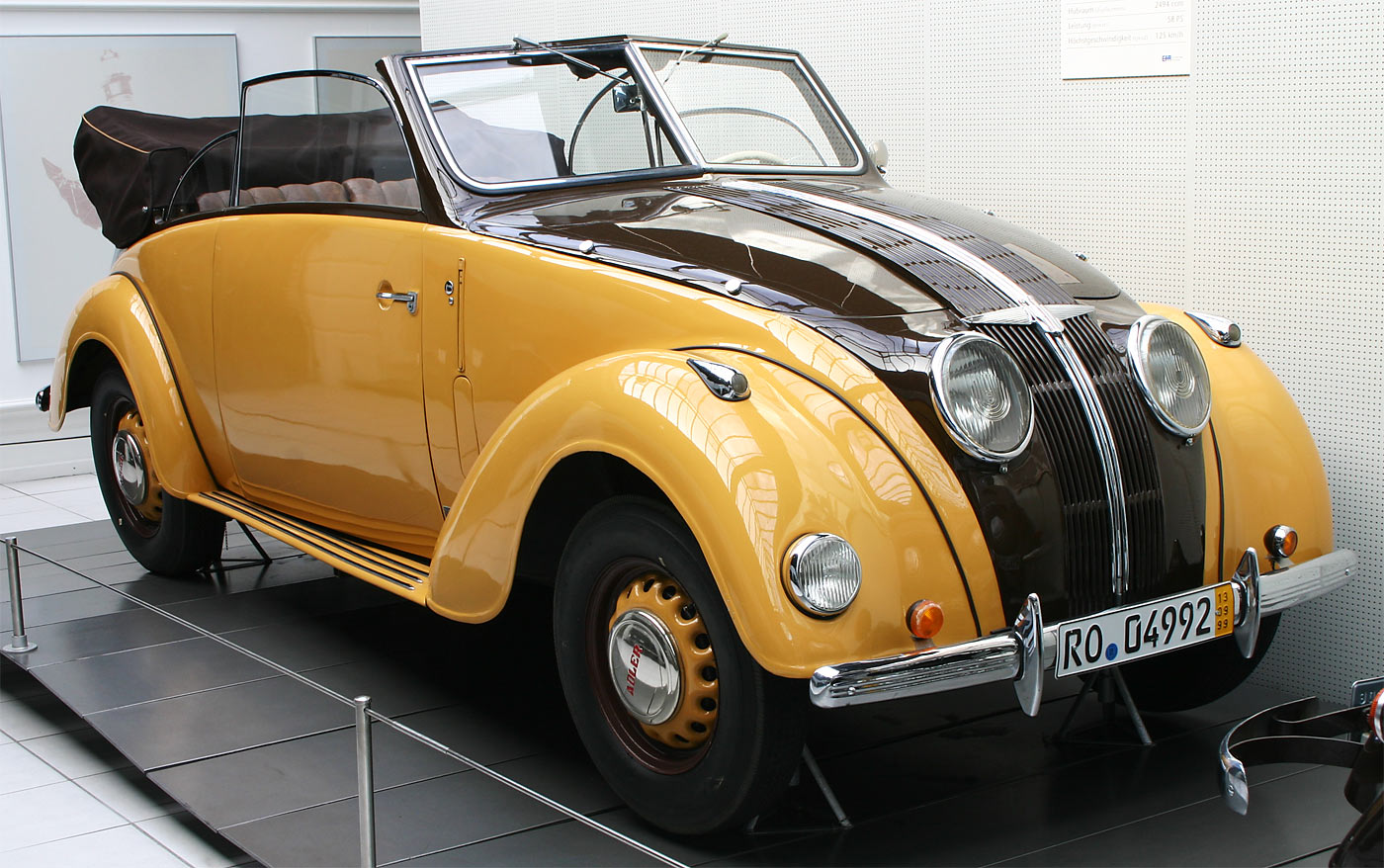
Adler 2,5 Liter Cabriolet

Der Adler 2,5 Liter ist ein Pkw der oberen Mittelklasse, den die Adlerwerke 1937 als „Typ 10“ herausbrachten. Er war als Nachfolger des Modells Diplomat gedacht. Die stromlinienförmige Karosserie war ein Werk des Chefkonstrukteurs Karl Jenschke (1899–1969), der bis November 1935 leitender Ingenieur bei der Steyr-Daimler-Puch AG war. Dort hatte er zuletzt den Kleinwagen Typ 50 („Steyr-Baby“) entworfen, dem der Adler 2,5 sehr ähnelte. Wegen der Stromlinienform und der etwa im gleichen Zeitraum in großem Umfang fertiggestellten neuen Autobahnen wurde der Wagen volkstümlich auch als Autobahnadler oder Adler-Autobahnwagen bezeichnet.
Die viertürigen Limousinen mit Schiebedach karossierte Ambi-Budd, die zwei- und viersitzigen Cabriolets stammten von Karmann.
1938 erschien eine zweitürige Sportlimousine als Adler 2,5 Liter Sport. Ihr Motor war höher verdichtet (1 : 7,25 anstatt 1 : 6,25) und hatte statt der beiden Solex-Fallstromvergaser drei Flachstrom-Registervergaser. Dadurch stieg die Motorleistung auf 80 PS (59 kW). Die elegante Karosserie mit abgedeckten Hinterrädern lieferten Buhne in Berlin oder Gläser in Dresden.

## Motor und Getriebe
Der Adler 2,5 Liter hatte einen längs eingebauten wassergekühlten Sechszylinder-Viertakt-Reihenmotor mit einem Hubraum von 2494 cm³, vierfach gelagerter Kurbelwelle und Druckumlaufschmierung. Die stehenden Ventile steuerte eine seitliche, von Stirnrädern angetriebene Nockenwelle. Kühler, Motor und das Getriebe lagen weit vorn. Die Kraft wurde über eine Kardanwelle an die Hinterräder übertragen.
Das Vierganggetriebe war in den Gängen zwei bis vier synchronisiert. Geschaltet wurde mit einem Griff am Armaturenbrett (sogenannte Revolverschaltung).

## Rahmen und Fahrwerk
Tragendes Element des Wagens war ein mit einer Bodenplattform verschweißter Kastenrahmen, dessen Längsträger bogenförmig um den Fahrzeugboden geführt waren, um einen geräumigen Innenraum zu erzielen („Fischbauchrahmen“). Die Vorderräder waren an Querlenkern und Viertelelliptikfedern aufgehängt, die Hinterräder an einer Pendelachse mit Zugstreben und Querblattfeder. Das Differenzial war mit dem Rahmen verschraubt. Alle vier Räder hatten hydraulische Stoßdämpfer und hydraulisch betätigte Trommelbremsen. Die Lenkung war eine ZF-Rosslenkung.

## Karosserie
Die mit dem Rahmen verschweißte viertürige Ganzstahlkarosserie mit Fließheck und einem Luftwiderstandsbeiwert von 0,36 galt zu ihrer Zeit als sehr strömungsgünstig. Sie hatte in der Grundausstattung vier Türen, die an der B-Säule angeschlagen waren, und ein großes Stahlschiebedach, das fast über die gesamte Breite des Dachs und von der Frontscheibe bis über das zweite Drittel der hinteren Türen reichte. 1939 wurde dieses große Schiebedach jedoch verkleinert, um es leichtgängiger zu machen. Von Anfang an erwiesen sich die neben dem Kühlergrill dicht beieinander liegenden Scheinwerfer als wenig zweckmäßig und waren deshalb durch sogenannte „Breitstrahler“ an den Kotflügeln ergänzt, von denen allerdings ab 1938 nur noch einer zulässig war.
Zu den Verbesserungen der Karosserie von 1939 gehörten unter anderem der von außen zugängliche Kofferraum mit einer bis unter das Heckfenster reichenden Klappe statt der nur kleinen Öffnung für das Reserverad. Außerdem erhielten die hinteren Radausschnitte Abdeckungen. Darüber hinaus wurde das Armaturenbrett mit Tachometer, Benzinuhr, Temperatur- und Öldruckanzeige sowie Zeituhr übersichtlicher gestaltet.

## Produktionszeitraum
Der Adler 2,5 Liter wurde im Frühjahr 1937 auf der 27. Internationalen Automobil- und Motorradausstellung (IAMA) in Berlin vorgestellt. Die ersten Fahrzeuge wurden jedoch erst im November zu einem Preis von 5750 Reichsmark ausgeliefert. Bis 1940 entstanden insgesamt 5295 Autobahnadler. Eine 4-türige Limousine aus dem Jahr 1938 befindet sich im Automobilmuseum Aspang in Aspang-Markt in Niederösterreich.

## Technische Daten
| Typ                   | 2,5 Liter                                  | 2,5 Liter Sport                            |
| --------------------- | ------------------------------------------ | ------------------------------------------ |
| Bauzeitraum           | 1937–1940                                  | 1938–1939                                  |
| Aufbauten             | L4, Cb2                                    | L2                                         |
| Motor                 | 6-Zylinder-Reihenmotor, 4-Takt-Ottoprinzip | 6-Zylinder-Reihenmotor, 4-Takt-Ottoprinzip |
| Ventile               | stehend (sv)                               | stehend (sv)                               |
| Bohrung × Hub         | 71 mm × 105 mm                             | 71 mm × 105 mm                             |
| Hubraum               | 2494 cm³                                   | 2494 cm³                                   |
| Nennleistung          | 58 PS (42,7 kW) bei 3800/min               | 80 PS (58,8 kW) bei 4200/min               |
| Verbrauch             | 13,5 l/100 km                              | 15 l/100 km                                |
| Höchstgeschwindigkeit | 125 km/h                                   | 150 km/h                                   |
| Leergewicht           | 1310–1400 kg                               | 1250 kg                                    |
| zul. Gesamtgewicht    | 1780–1870 kg                               | 1650 kg                                    |
| Elektrik              | 12 Volt                                    | 12 Volt                                    |
| Länge                 | 4635 mm                                    | 4680 mm                                    |
| Breite                | 1740 mm                                    | 1740 mm                                    |
| Höhe                  | 1650 mm                                    | 1500 mm                                    |
| Radstand              | 2800 mm                                    | 2800 mm                                    |
| Spur vorn/hinten      | 1400 mm/1400 mm                            | 1400 mm/1400 mm                            |
| Wendekreis            | 12,0 m                                     | 12,0 m                                     |

- L2 = 2-türige Limousine
- L4 = 4-türige Limousine
- Cb2 = 2-türiges Cabriolet